# Dicranomyia fuscibasis
Dicranomyia fuscibasis är en tvåvingeart som beskrevs av Alexander 1922. Dicranomyia fuscibasis ingår i släktet Dicranomyia och familjen småharkrankar.
Artens utbredningsområde är Myanmar. Inga underarter finns listade i Catalogue of Life.